# Houston Oilers 1988
La stagione 1988 degli Houston Oilers è stata la 19ª della franchigia nella National Football League, la 29ª complessiva Dopo le difficoltà degli anni precedenti, la difesa si classificò al secondo posto della NFL per il minor numero di punti subiti, 365. Guidata da una stagione da Pro Bowl del quarterback Warren Moon gli Oilers si qualificarono per il playoff per il secondo anno consecutivo. Nel primo turno batterono i Cleveland Browns 24-23, venendo eliminati la settimana seguente perdendo 17-10 contro i Buffalo Bills.

## Roster
| Roster degli Houston Oilers nel 1988 |
| --- |
| Quarterback - 14 Cody Carlson - 1 Warren Moon Running Back - 32 Alonzo Highsmith FB - 20 Allen Pinkett KR - 30 Mike Rozier Wide Receiver - 80 Curtis Duncan - 81 Ernest Givins Tight End Offensive Linemen - 74 Bruce Matthews G - 63 Mike Munchak G - 52 Jay Pennison C - 70 Dean Steinkuhler T Defensive Linemen - 71 Richard Byrd DE - 79 Ray Childress DT - 95 William Fuller DE - 96 Sean Jones DE Linebacker - 59 John Grimsley OLB - 91 Johnny Meads OLB - 53 Eugene Seale MLB - 54 Al Smith MLB Defensive Back - 29 Patrick Allen CB - 24 Steve Brown CB - 28 Cris Dishman CB - 21 Tracey Eaton S - 23 Richard Johnson CB Special Team |
| Legenda - I rookie sono in corsivo. - Il primo ruolo è il principale mentre gli eventuali successivi indicano i ruoli secondari. - (IR) sta per Injured Reserve ed indica la lista ristretta per un solo giocatore infortunato che può tornare ad allenarsi dopo la settimana 6 e a rientrare in prima squadra dopo che questa ha giocato 8 partite. - (NF-Inj.) / (NF-Ill.) stanno rispettivamente per Non-Football Injured e Non-Football Illness ed indicano le liste dove viene inserito un giocatore che ha un infortunio o una malattia non dipendente dal football americano. - (PUP) sta per Physically Unable to Perform ed indica la lista dove viene inserito un giocatore mentre è in attesa di recuperare la condizione fisica. Nella stagione regolare dopo la sesta partita giocata dalla propria squadra, il giocatore ha tempo tre settimane per riprendere ad allenarsi, più tre settimane aggiuntive dal suo rientro agli allenamenti per rientrare in prima squadra. |

Fonte:

## Calendario
| Stagione regolare |                        |           |
| Turno             | Avversario             | Risultato |
| 1                 | at Indianapolis Colts  | V 17–14   |
| 2                 | Los Angeles Raiders    | V 38–35   |
| 3                 | at New York Jets       | S 45–3    |
| 4                 | New England Patriots   | V 31–6    |
| 5                 | at Philadelphia Eagles | S 32–23   |
| 6                 | Kansas City Chiefs     | V 7–6     |
| 7                 | at Pittsburgh Steelers | V 34–14   |
| 8                 | at Cincinnati Bengals  | S 44–21   |
| 9                 | Washington Redskins    | V 41–17   |
| 10                | Cleveland Browns       | V 24–17   |
| 11                | at Seattle Seahawks    | S 27–24   |
| 12                | Phoenix Cardinals      | V 38–20   |
| 13                | at Dallas Cowboys      | V 25–17   |
| 14                | Pittsburgh Steelers    | S 37–34   |
| 15                | Cincinnati Bengals     | V 41–6    |
| 16                | at Cleveland Browns    | S 28–23   |

## Classifiche
| AFC Central           | AFC Central | AFC Central | AFC Central | AFC Central | AFC Central | AFC Central | AFC Central | AFC Central | AFC Central |
|                       | V           | S           | P           | %           | DIV         | CONF        | PF          | PS          | Str.        |
| --------------------- | ----------- | ----------- | ----------- | ----------- | ----------- | ----------- | ----------- | ----------- | ----------- |
| Cincinnati Bengals(1) | 12          | 4           | 0           | .750        | 4–2         | 8–4         | 448         | 329         | V1          |
| Cleveland Browns(4)   | 10          | 6           | 0           | .625        | 4–2         | 6–6         | 304         | 288         | V1          |
| Houston Oilers(5)     | 10          | 6           | 0           | .625        | 3–3         | 7–5         | 424         | 365         | S1          |
| Pittsburgh Steelers   | 5           | 11          | 0           | .313        | 1–5         | 4–8         | 336         | 421         | V1          |